# 퍼스트 하와이안 센터
퍼스트 하와이안 센터(First Hawaiian Center)는 미국 하와이주 호놀룰루에 있는 건물로 1993년 공사를 시작해서 1996년 완공되고 2015년까지 하와이 최고층 건물이었다. 하와이에서 가장 오래되고 큰 은행인 퍼스트 하와이안 은행이 있다. 비숍 스트리트 999번지 비숍 공원 근처에 있으며 찰스 리드 비숍과 버니스 포아히 비숍 부부에 의해 세워졌다.

## 같이 보기
- 호놀룰루의 마천루 목록